# ピエール・セニエット
ピエール・セニエット (Pierre Seignette、1660年12月4日 - 1719年3月11日）は、フランスの医師、薬剤師である。酒石酸カリウムナトリウムを合成し、ロッシェル塩として瀉下薬として用いた。医薬品合成のパイオニアである。
ラ・ロシェルに新教徒の家に生まれた。ラ・ロシェルの大学に入るためにカトリックに改宗した。1672年に酒石酸カリウムナトリウム（ロッシェル塩）を合成した。その製法を秘密とし、polychrestの名前で販売し、数年で財産を築いたが、1731年にボルデュック（Gilles-François Geoffroy Boulduc）によって、科学アカデミーで製法を発表された。温泉の薬効にも興味を持ち、1696年にピレネー山脈の温泉を調査した。
セニエットの時代は化合物を医療に用いるようになった時代で、1677年にグラセルが硫酸カリウムや硝酸銀を売り出し、ルムリーやパルトレット、ミュレルらが炭酸マグネシウムや硫酸マグネシウム、酢酸カリウムを合成、精製し医薬品として用いるようになった。

## 著書
- Les principales utilités et l’usage le plus familier du véritable sel polychreste, La Rochelle
- La nature, les effects et les usages du sel alcalinitreux de Seignette,
- Le faux sel polychreste, les utilités de la poudre polychreste, La Rochelle, 1675).